# Geoffrey Scott (Produzent)
(Alfred) Geoffrey Scott (* 1908 in Wellington; † 1. Mai 2006 ebenda) war ein neuseeländischer Filmproduzent und Manager, der 1965 für einen Oscar nominiert war.

## Biografie
Geoffrey Scott war der langjährige Manager der National Film Unit in Neuseeland und von Technologie begeistert. In seiner Karriere erlebte er den Übergang vom Stummfilm zum Tonfilm und später das Wachstum der NFU zur größten Produktionsfirma des Landes. Schon im Alter von zehn Jahren überredete er seinen Vater, ihm einen Filmprojektor zu kaufen. Als er 15 Jahre alt war, wurde er von einem Orchester in Auckland engagiert. Mit 18 Jahren begann er ein Studium der Ingenieurwissenschaften in Auckland, das er sich zum Teil durch die Klavierbegleitung bei Stummfilmen für den Theaterunternehmer Henry Hayward, einen Onkel des Pionierfilmers Rudall Hayward, finanzierte. Seine technischen Fähigkeiten wie auch seine Begeisterung fürs Kino führten dazu, dass Scott eine Reihe von Tätigkeiten beim Film durchlief. Er arbeitete als Filmvorführer und half, als Tonfilme auf den Markt kamen, bei der Installation von Tongeräten in Kinos. 1929 bekam er eine Anstellung bei Auckland Cinemas Limited. Später leitete er dann Kinos und kaufte und vertrieb Filme für das Unternehmen.
Als Scotts Frau Joyce in den frühen 1940er-Jahren eine Werbung für die neue National Film Unit in Wellington sah, zog das Paar nach Süden. Die neu gegründete Filmabteilung nutzte geerbte Studios im Wellingtoner Vorort Miramar und veröffentlichte regelmäßig die Wochenschau Weekly Review. 1943 arbeitete Scott als Tondirektor der NFU und wurde zwei Jahre später zum technischen Direktor ernannt. Da die Ausrüstung der Organisation zu der Zeit nur aus drei Kameras bestand, machte Scott es sich zur Aufgabe, weitere technische Geräte hinzuzufügen. Als der NFU-Chef Stanhope Andrews 1950 seinen Job kündigte, da von der zunehmenden Bürokratie und Genehmigungsverfahren frustriert war, übernahm Scott die Position des NFU-Managers und blieb an der Spitze, bis er 23 Jahre später in den Ruhestand ging. Scott bewies in seiner Position sowohl Mut als auch politischen Scharfsinn. So engagierte er den Filmemacher Ron Bowie, dem nach 5½-jähriger Haft als Kriegsdienstverweigerer das Annehmen von Stellen im öffentlichen Dienst verboten war. Gemeinsam produzierten sie sie NFU-Filme, darunter die für den Oscar nominierte Antarktis-Dokumentation One Hundred and Forty Days Under the World von 1964. Bei der Oscarverleihung 1965 war dann Scott gemeinsam mit Oxley Hughan für einen Oscar in der Kategorie „Bester Dokumentar-Kurzfilm“ für und mit dem Film nominiert. Die Auszeichnung ging jedoch an Charles Guggenheim und den Film Nine from Little Rock, ein Porträt über die ersten schwarzen Schüler, die nach Aufhebung der Rassentrennung die Little Rock Nine Central High School besuchten. In dem von Scott und Hughan produzierten Film geht es um Forschungen in der neuseeländischen Scott Base auf der Ross-Insel vor Antarktika.
Das war jedoch nicht die erste Oscar-Nominierung für einen von Scott mitverantworteten Film. Acht Jahre zuvor erhielt Brian Brakes Snows of Aorangi (1954), eine Produktion der New Zealand Screen Board, bereits eine Oscar-Nominierung. Der Film zeigt die Bergwelt von Neuseeland und legt dabei Wert darauf, zu erläutern, wie gut man dort Ski fahren kann. In erster Linie handelt der Film vom Mount Cook, der bei den Maori Aorangi genannt wird. Die Produktionsfirma war 1959 für und mit dem Film für einen Oscar nominiert.
Unter Scotts Führung entwickelte sich die NFU mit ihrer modernen Ausrüstung zur größten Produktionsfirma Neuseelands. Scott baute auch Netzwerke mit der Walt Disney Company (die einst Interesse daran zeigte, die NFU in ihre naturkundliche Arbeit einzubinden) und dem britischen Filmkonzern von J. Arthur Rank auf. Auch trug er dazu bei, staatliche Mittel für das Leinwandspektakel This is New Zealand (1970) zu sichern, das bei Expo-Vorführungen in Japan das Publikum beeindruckte, da es auf drei Leinwände projiziert wurde. In Wellington wurde This is New Zealand ein Riesenerfolg. Scott wurde bei den New Year Honours 1968 zum Mitglied des Britischen Empire ernannt und erhielt 1972, ein Jahr vor seinem Ausscheiden aus der Filmabteilung, einen OBE. Für Shea Scientific Films produzierte Scott 1972 den Kurzfilm  The Water Cycle, der den Kreislauf des Wasser zum Thema hat. Danach trat er bei Filmen fast nur noch als ausführender Produzent in Erscheinung.
Scott musste noch miterleben, dass die Filmabteilung der NFU 1990 verkauft wurde. Er starb am 1. Mai 2006 in Wellington.

## Filmografie (Auswahl)
- 1945–1948: Weekly Review No. 208,374, 355, 346, 367, 337, 350, 416 (technische Überwachung)
- 1949: Beautiful New Zealand (Kurzfilm)
- 1949: Samoa (Kurzfilm)
- 1952: Monkey Tale (Autor)
- 1958: Snows of Aorangi (Kurzfilm)
- 1962: Holiday for Susan (Kurzfilm)
- 1963: Alpine Airways (Kurzfilm)
- 1964: One Hundred and Forty Days Under the World (Dokumentar-Kurzfilm)
- 1965: Wayleggo (Kurzfilm)
- 1966: The Young Giant Kaingaroa (Kurzfilm)
- 1967: The Story of Seven-Hundred Polish Children (Fernsehfilm)
- 1968: Fakanofo Tu’i ’Ene ’Afio Ko Tu’i Taufa’ahau Tupou IV (Kurzfilm)
- 1969: Wild September Snow (Kurzfilm)
- 1969: C’mon to New Zealand
- 1970: This Is New Zealand (Kurzfilm)
- 1970: The Line (Kurzfilm)
- 1970: The Crown in New Zealand (Fernsehfilm)
- 1971: Northland – An Impression (Kurzfilm)
- 1971: Dustie (Kurzfilm)
- 1971: A Baby on the Way
- 1972 The Water Cycle (Kurzfilm)

## Auszeichnungen
- 1965: Oscarnominierung für und mit One Hundred and Forty Days Under the World
- 1968: Member of the British Empire (OBE) Manager of the National Film
- 1972: Officer of the Most Excellent Order of the British Empire (OBE)